# Rosa Bleitner
Rosa Bleitner est une compositrice bohémienne.

## Biographie
Rosa Bleitner est professeure de chant au Conservatoire de Prague. Elle compose de la musique vocale et instrumentale. Elle a composé notamment une Marche funèbre op. 36.